# Ptasie mleczko
I ptasie mleczko (in polacco ptaɕɛ mlɛtʂkɔ), letteralmente "latte di uccello", sono cioccolatini ripieni di spumosa meringa o soufflé al latte tipici della Polonia. Si tratta di uno dei dolci di cioccolato più conosciuti della Polonia, che detiene dei diritti esclusivi per il nome. La parola "ptasie mleczko" viene anche usata per riferirsi a caramelle al gusto di vaniglia, panna, limone o cioccolato.
In epoca sovietica, tale specialità si è anche diffusa in Russia, dove il dolce è stato rinominato ptichye moloko (in russo птичье молоко?, ˈptʲitɕjɪ məlɐˈko), ovvero latte di uccello, e riadattato sotto forma di caramelle e torte soufflé. Il dolce mantiene intatta la stessa etimologia nelle altre nazioni in cui si diffuso ovvero l'Ucraina, dove vengono prodotti i ptashyne moloko (in ucraino пташине молоко?) e la Moldavia, dove sono diffusi i lapte de pasăre.

## Etimologia
"Ptasie mleczko" significa letteralmente "latte di uccello" o "latte del gozzo", una sostanza prodotta da alcuni uccelli per nutrire i loro piccoli. Tuttavia la vera origine del nome è da ricercarsi nell'Antica Grecia, dove l'idioma "latte di uccello" veniva usato per indicare una "delicatezza irraggiungibile". Aristofane parlava di "latte degli uccelli" nei drammi Gli uccelli e Le vespe per indicare una rarità proverbiale. L'espressione si trova anche nella Geografia di Strabone, dove l'isola di Samo viene descritta come un paese benedetto a cui "coloro i quali ne tessono le lodi non esitano ad applicarle il proverbio: produce anche latte di uccello". Un'espressione simile, il lac gallinaceum ("latte di pollo" in lingua latina) fu poi usato da Petronio e Plinio il Vecchio come termine per indicare una grande rarità. L'idioma divenne più tardi comune in molte lingue e apparve nei racconti popolari slavi. In una di queste favole, la principessa mette alla prova l'ardore e l'intraprendenza del suo pretendente inviandolo nel deserto per trovare il latte d'uccello, che sarebbe l'unico lusso che le manca. In una fiaba di Aleksey Remizov (che ha scritto molte imitazioni dei tradizionali racconti popolari slavi) la leggendaria creatura alata Gagana produce latte.

## Storia
Jan Wedel, proprietario dell'azienda polacca E. Wedel, preparò il primo ptasie mleczko nel 1936. Secondo la storia ufficiale dell'azienda, l'ispirazione di Wedel per il nome della confetteria proviene dai suoi viaggi in Francia, quando si chiese che cosa avrebbe potuto portare maggiore felicità a un uomo che avesse avuto già tutto. Avrebbe risposto alla sua domanda affermando "forse solo latte per uccelli".

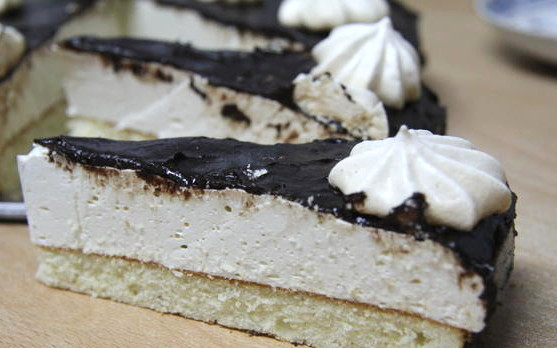
Fette di torta ptichye moloko

In Russia, il ptichye moloko era originariamente un tipo di caramella introdotto nel 1967 a Vladivostok e nel 1968 dalla Rot Front di Mosca. La caramella ebbe successo e la sua produzione di massa iniziò nel 1975 dalla fabbrica di dolci Krasny Oktyabr di Mosca.
Nel 1978, la famosa caramella venne trasformata in una torta da Vladimir Guralnik nel Ristorante Praga di Mosca. Questo era un pan di spagna leggero riempito con un soufflé arioso e condita con glassa di cioccolato. Una caratteristica distinta della ricetta russa è l'uso dell'agar agar al posto della gelatina come agente addensante in quanto esso resiste alle alte temperature necessarie per raggiungere la consistenza ottimale del soufflé. La ricetta venne rapidamente copiata da altri ristoranti di Mosca, come Moskva, Budapesht e Ukraina. Negli anni ottanta, nel quartiere di Čerëmuški, a sud di Mosca, venne costruita una fabbrica che produceva torte di ptichye moloko. Oggi, le torte e le caramelle di ptichye moloko sono diffusissime in tutta la Russia e la fortuna dei dolci al cioccolato si è diffusa anche all'estero in diverse varianti. Fra le aziende che producono prodotti correlati ai all'infuori della nazione russa vi sono l'estone Kalev, che produce le linnupiim, e la moldava Bucuria, che prepara le lapte de pasăre, da non confondere con l'omonimo dolce rumeno.